# ژلیکا رادانویچ
ژلیکا رادانویچ (انگلیسی: Željka Radanović؛ زادهٔ ۱۴ نوامبر ۱۹۸۹) بازیکن فوتبال اهل مونته‌نگرو است.
از باشگاه‌هایی که در آن بازی کرده‌است می‌توان به اشاره کرد.
وی همچنین در تیم ملی فوتبال مونته‌نگرو بازی کرده‌است.